# Berillium-formiát
A berillium-formiát szervetlen kémiai vegyület, képlete  C2H2BeO4. A hangyasav berilliumsója.

## Előállítása
Berillium-hidroxid 50%-os töménységű hangyasavban oldásával:
{\displaystyle \mathrm {Be(OH)_{2}+2HCOOH\longrightarrow (HCOO)_{2}Be+2\ H_{2}O} }
Vagy hangyasav és berillium-oxiacetát reakciójával:
{\displaystyle \mathrm {Be_{4}O(CH_{3}COO)_{6}+8\ HCOOH\longrightarrow } }{\displaystyle \mathrm {4\ (HCOO)_{2}Be+6\ CH_{3}COOH+H_{2}O} }
Vagy vízmentes hangyasav és vízmentes berillium-klorid reakciójával, amiben hidrogén-klorid is keletkezik:
{\displaystyle \mathrm {BeCl_{2}+2\ HCOOH\longrightarrow (HCOO)_{2}Be+2\ HCl\uparrow } }

## Tulajdonságai
Anhidrátként fordul elő. Lassan berillium-oxiformiáttá, szén-dioxiddá és vízzé bomlik:
{\displaystyle \mathrm {4\ (HCOO)_{2}Be\ {\xrightarrow {\text{500 K}}}\ Be_{4}O(HCOO)_{6}+H_{2}O+2\ CO} }
Vízben oldva lassan hidrolizál.

## Fordítás
Ez a szócikk részben vagy egészben  a   Berylliumformiat című német Wikipédia-szócikk fordításán alapul.  Az eredeti cikk szerkesztőit annak laptörténete sorolja fel. Ez a jelzés csupán a megfogalmazás eredetét és a szerzői jogokat jelzi, nem szolgál a cikkben szereplő információk forrásmegjelöléseként.